# Philippe Thomas
Philippe Thomas (Duerne, 4 maggio 1843 – 12 febbraio 1910) è stato un veterinario e geologo francese.

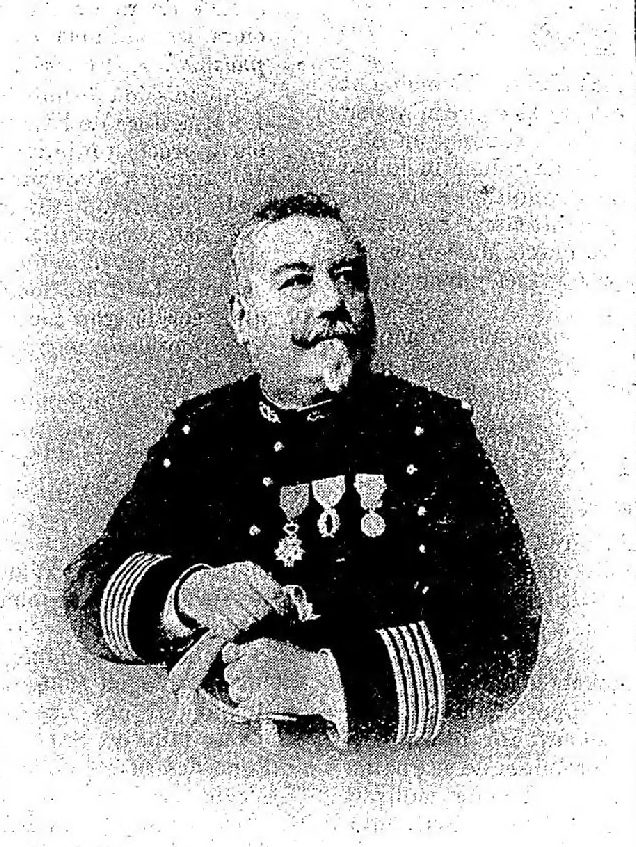
Philippe Thomas nel 1910. Foto di Gaston Percheron

Noto per aver scoperto grandi depositi di fosfati in Tunisia, ricevette pochi riconoscimenti in vita nonostante l'enorme importanza economica della sua scoperta. I monumenti a Thomas in Tunisia furono distrutti dopo che il paese ottenne l'indipendenza.

## Carriera

### Primi anni (1843-1885)
Philippe Thomas nacque a Duerne, nel Rodano, il 4 maggio 1843. Frequentò l'École nationale vétérinaire d'Alfort, dove si fece notare come studente particolarmente brillante, e l'École de cavalerie de Saumur. Fu nominato veterinario dell'esercito nel 1865. Fu assegnato in Algeria, ma tornò in Francia all'inizio della guerra franco-prussiana (1870) prendendo parte a diversi scontri. Ritornò in Algeria dopo la guerra e prese parte alla soppressione della rivolta nel Kabylie nel 1871. Nel tempo libero studiò geologia, paleontologia e altre discipline scientifiche, diventando un geologo qualificato.
Thomas classificò la successione di rocce dell'Eocene in Algeria dalla costa mediterranea fino al Sahara, una successione che avrebbe ritrovato nella Tunisia meridionale. Nel 1873, nel massiccio dell'Algeria M'Fatah, Thomas fu il primo a scoprire l'esistenza di noduli fosfatati dell'epoca dell'Eocene inferiore. Nel 1875 studiò i terreni fluvio-lacustri dell'Alto Terziario e del Quaternario e pubblicò una serie di note su paleontologia e paleoetnologia. La prima di queste, sul "Buhalus Antiqus", fu riportata nel Bollettino della Società climatica di Algeri. Nello stesso bollettino riportava la scoperta di un laboratorio preistorico a Hassi-El-M'Kadden, vicino a Ouargla.
Nel 1876 la Société des Sciences Physics, naturelles et climatologiques d'Alger riconobbe il suo lavoro di geologo e paleontologo, svolto tra il 1868 e il 1875, assegnandogli una medaglia d'argento. Questo riconoscimento fu seguito seguito dalla sua ammissione alla Société géologique de France. Tra il 1880 e il 1884 Thomas pubblicò diversi articoli sulla sua ricerca in Algeria, e insieme con l'ingegnere minerario Jules Tissot (1838–1883) studiò le formazioni di epoca eocenica nella regione di Costantina, dove Tissot ipotizzava la presenza di pirofosfato di calcio. Thomas fu il primo a scoprire fosfati nella provincia di Ras El Aioun.

### Missione tunisina di esplorazione scientifica (1885-1886)

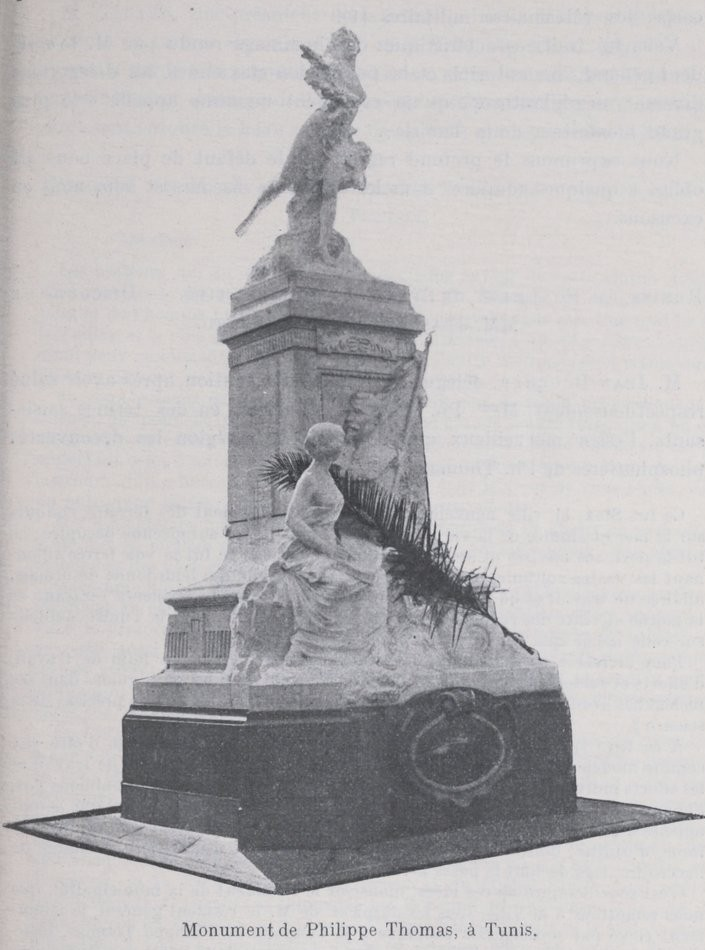
Monumento a Philippe Thomas a Tunisi

Nel 1882 Jules Ferry, ministro dell'istruzione pubblica, decise di creare una missione per esplorare la Tunisia. La spedizione era guidata dal botanico Ernest Cosson, che aveva già intrapreso otto viaggi di studio in Algeria tra il 1852 e il 1880, e comprendeva il botanico Napoléon Doumet-Adanson (1834–1897) e altri naturalisti. I botanici intrapresero il loro lavoro nel 1883 e nel 1884. Nel 1884, una sezione geologica guidata da Georges Rolland (1852–1910) fu aggiunta alla missione. Rolland fu assistito da Philippe Thomas a partire dal 1885 e da Georges Le Mesle (1828–1895) nel 1887.
Thomas aveva 42 anni quando iniziò la sua esplorazione della Tunisia. Fu assegnato alla spedizione su raccomandazione del paleontologo Jean Albert Gaudry, e poiché Jules Ferry conosceva le sue capacità e la sua perfetta conoscenza della lingua araba. Rolland copriva il centro del paese, mentre Thomas lavorava più a sud e Le Mesle lavorava principalmente nel nord, a parte una singola spedizione nell'estremo sud. Il team ha fornito buone descrizioni del Giurassico della regione di Zaghouan e dell'Eocene delle regioni di Maktar e Kairouan.
Tra il 1885 e il 1886 Thomas esplorò la regione meridionale della Tunisia compresa tra il meridiano di Kairouan e gli Sciott sahariani. Esplorò anche l'area occidentale, che i suoi colleghi avevano trascurato, in particolare le montagne della Chaîne du Thaljah, o Chaîne du Tseldja, che si estende in direzione ovest da Gafsa verso l'Algeria. Identificò la geolocgia della catena di Gafsa essere la stessa del massiccio M'fatah in Algeria, e il 18 aprile 1885 scoprì la presenza di fosfati al Jebel Tselja.
Trovò inoltre un calcare di colore marrone o grigio-verde che contiene in media il 60% di fosfato di calcio presso Métlaoui, dove l'asse del calcare cretacico delle montagne si congiunge alle formazioni risalenti all'Eocene.
Thomas attraversò la Chaîne du Tseldja passando dalle impressionanti gole dell'Oued e trovò identici depositi di fosfati sul crinale sud della catena, estesi per almeno 80 chilometri (50 mi).
Thomas inviò campioni di roccia all'École des Mines de Paris per l'analisi e, dopo aver ricevuto i risultati il 18 ottobre 1885, informò il dottor Cosson, capo della missione. La scoperta ebbe una grande importanza economica e agricola. Con l'autorizzazione di Cosson, Thomas informò l'Accademia francese delle scienze il 7 dicembre 1885. Completò le sue osservazioni durante la successiva campagna di esplorazione del 1886 nella Tunisia meridionale e centrale fino a Kalaat es Senam.

### Carriera successiva (1887–1910)

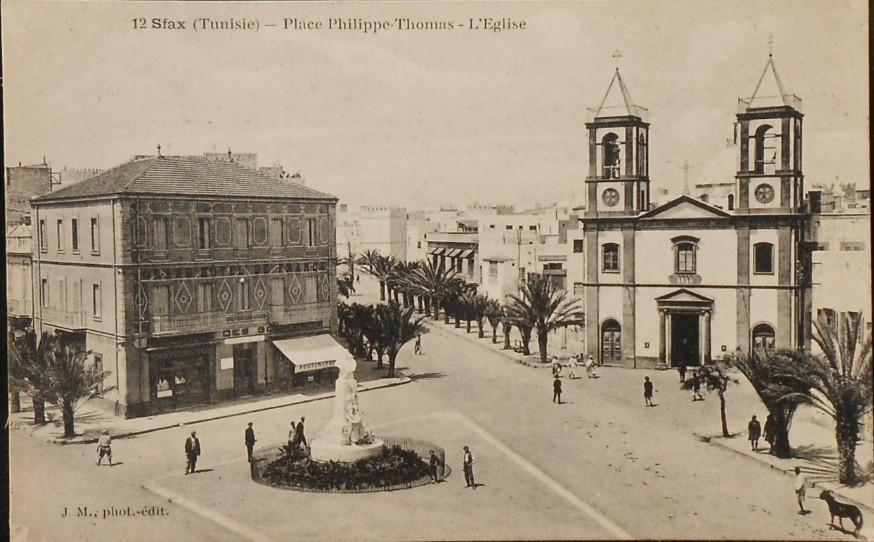
Luogo Philippe Thomas, Sfax. Il busto di Thomas al centro della piazza fu in seguito demolito.

Thomas inviò una seconda nota all'Accademia delle Scienze nel 1887 e una terza nel 1888, in cui descrisse le sue osservazioni del 1878 e i depositi algerini. Non aveva il tempo o le risorse per viaggiare nel Dyr di Tébessa per confermare la presenza dei fosfati che si aspettava di trovare lì, ma il deposito è stato trovato come previsto ed è stato il primo ad essere sfruttato. Philippe Thomas ha pubblicato i risultati paleontologici della missione di esplorazione scientifica in sei puntate più un atlante, presentando il lavoro di Victor-Auguste Gauthier (ricci di mare), Arnould Locard (molluschi), Auguste Péron (brachiopodi, briozoe e pentacriniti) e Henri Émile Sauvage (pesci).
Thomas fu promosso Veterinario di prima classe nel 1895. Quando si ritirò, fu nominato ufficiale della Legione d'Onore. Nel 1898, un membro dell'Istituto di Cartagine rianimò l'interesse per il suo lavoro. Quando la ferrovia Sfax - Gafsa fu inaugurata nel 1899, Thomas divenne membro dell'Ordine di Nīshān al-Iftikār tunisino. Nel 1900 gli è stata concessa una piccola pensione di 6000 franchi. Nel 1904, gli fu assegnata una medaglia d'oro dalla Geographic Society of France. Thomas continuò a inviare note regolari sulle sue scoperte fino al 1909.
Nel 1902 il Ministero della Pubblica Istruzione propose a Georges Rolland di trascrivere i risultati della missione scientifica, ma questi rifiutò per motivi di salute. Il compito fu affidato a Thomas, che ora era in pensione. Così Thomas scrisse Essai d'une description géologique de la Tunisie, con il supporto di Jean Albert Gaudry, Alphonse Péron (1834–1908) e Paul Bursaux, direttore tecnico della Compagnie des phosphates de Gafsa. La prima parte, una panoramica della geografia fisica, fu pubblicata nel 1907. La seconda parte, stratigrafia dei terreni paleozoico e mesozoico, fu pubblicata nel 1908. Thomas descrisse la grande densità della fauna marina all'alba del Terziario che aveva creato gli strati di fosfati e la fauna costiera dei successivi strati di Eocene caratterizzati da grandi vertebrati, in particolare la Sauria e le tartarughe giganti, e da numerosi bivalvi di Plagiostoma.
Thomas morì prima di completare la terza parte dell'Essai. Nel 1909, ormai vicino alla morte per malattia, la Société des Phosphates de Gafsa gli assegnò 25.000 franchi, da aggiungere alla rendita vitalizia di 6000 franchi del governo tunisino. Morì il 12 febbraio 1910 a Moulins, Allier, in Francia all'età di 66 anni.

## Eredità

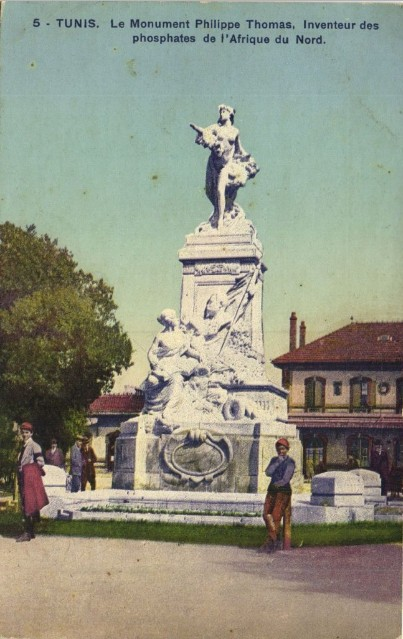
Monumento in memoria di Thomas a Tunisi, ora distrutto.

La terza parte della descrizione Essai d'une géologique de la Tunisie di Thomas, che avrebbe dovuto descrivere le formazioni risalenti al terziario, fu completata e pubblicata dal suo amico, il professor Léon Pervinquière (1873–1913), titolare della cattedra di geologia della facoltà di scienza a Parigi. Émile Haug pubblicò l'Essai d'une description géologique de la Tunisie dopo la morte di Pervinquiere e la presentò alla Società Geologica di Francia in seduta il 6 aprile 1914. Il Vétérinaire Général Léon-Paul-Charles Vivien scrisse:
Il 10 dicembre 1908, il Bey Muhammad an-Nasir intitolò a Philippe Thomas la stazione di Metlaoui in riconoscimento della prosperità che la sua scoperta di fosfati calcarei aveva portato nel paese, e fu posizionato un medaglione col suo volto di fronte alla stazione. A Sfax fu successivamente inaugurato da Gabriel Alapetite, Resident-General di Francia in Tunisia, un monumento con un busto di Thomas dello scultore André César Vermare, il 26 aprile 1913. Alapetite inaugurò anche un altro monumento in onore di Thomas, a Tunisi il 29 maggio 1913. Il busto di Thomas a Sfax e quello dedicato all'olivicoltore Paul Anthelme Bourde furono abbattuti e frantumati nella notte del 3-4 gennaio 1957. Il monumento a Tunisi fu distrutto poco dopo. I frammenti del busto furono recuperati e inviati in Francia, dove furono conservati nella sala Philippe Thomas della scuola del Servizio biologico e veterinario dell'esercito, a Compiègne.

## Pubblicazioni
Articoli pubblicati:
- Thomas, Philippe-Étienne, Recherches sur les Equidés et Bovidés fossiles de l'Algérie, in Bulletins de la Société Zoologique Française, 1881.
- Thomas, Philippe-Étienne, Recherches statigraphiques et paléontologiques sur quelques formations d'eau douce en Algérie, in Société Climatologique d'Alger, 1882.
- Thomas, Philippe-Étienne, Quelques formations d'eau douce en Algérie, in Société Géologique Française, 1884.
- Thomas, Philippe-Étienne, La mer saharienne.

Libri:
- Note sur quelques équidés fossiles des environs de Constantine, impr. de Boehm et fils, 1880.
- Note sur une tortue fossile des terrains supérieurs du Mansourah (province de Constantine), impr. de Boehm et fils, 1880.
- Recherches sur les sépultures anciennes des environs d'Aïn-el-Bey (près de Constantine, Algérie)., Impr. nationale, 1880.
- Recherches stratigraphiques et paléontologiques sur quelques formations d'eau douce de l'Algérie, 1884.
- Sur une forme ancestrale de "l'Helix (Leucochroa) candidissima" Draparnaud, impr. de Berger-Levrault, 1888.
- Gisements de phosphate de chaux des hauts-plateaux de la Tunisie, impr. de Le Bigot frères, 1891.
- Description de quelques fossiles nouveaux ou critiques des terrains tertiaires et secondaires de la Tunisie, recueillis en 1885 et 1886 : exploration scientifique de la Tunisie, Impr. nationale, 1893.
- Exploration scientifique de la Tunisie. Illustrations de quelques fossiles nouveaux ou critiques des terrains tertiaires et secondaires de la Tunisie, recueillis en 1885 et 1886, Planches XII-XIV, dessinées d'après nature par M. F. Gauthier, Impr. nationale, 1893.
- Exploration scientifique de la Tunisie. Essai d'une description géologique de la Tunisie, d'après les travaux des membres de la mission de l'Exploration scientifique de 1884 à 1891 [-1892] et ceux parus depuis, Impr. nationale, 1907–1913.